# Gallinule de Tasmanie
Tribonyx mortierii
Espèce
Statut de conservation UICN

 LC  : Préoccupation mineure
La Gallinule de Tasmanie (Tribonyx mortierii, anciennement Gallinula mortierii) est une espèce d'oiseaux appartenant à l'ordre des Gruiformes et à la famille des rallidés. C'est l'une des douze espèces d'oiseaux rencontrées uniquement en Tasmanie, au sud de l'Australie.

## Nomenclature
Cette espèce a d'abord été appelée Tribonyx mortierii. Le nom mortierii lui a été donné en l'honneur de Barthélemy Charles Joseph Dumortier.

## Description

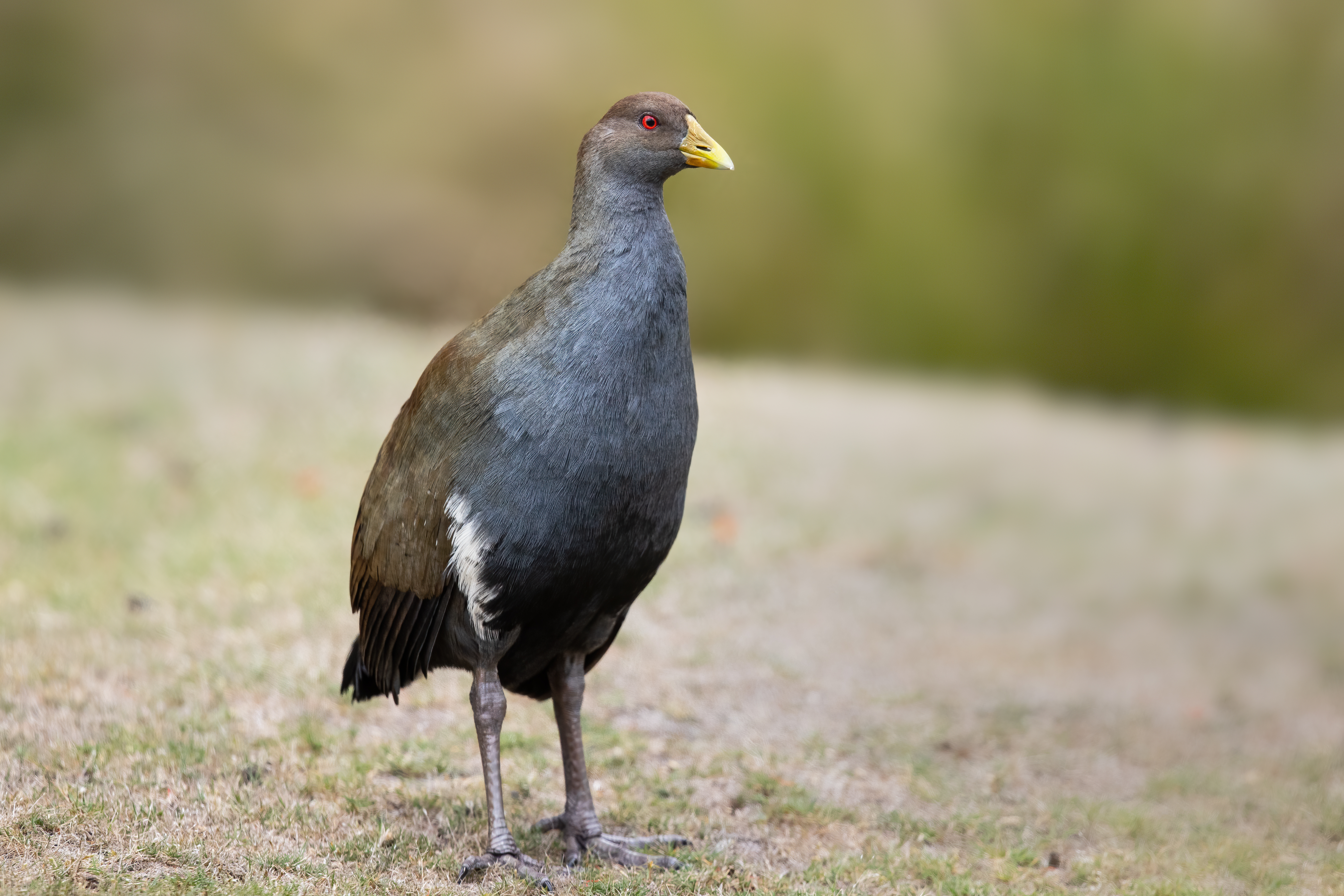
Une gallinule de Tasmanie dans la baie de l'Aventure en Tasmanie. Février 2021.

C'est un oiseau trapu, incapable de voler, mesurant entre 43 et 51 centimètres de longueur pour un poids moyen de 1,3 kg. Les parties supérieures sont brun olive avec une tache blanche sur le flanc. Les parties inférieures sont plus foncées avec une teinte gris bleuté. La queue, courte et dressée, est presque noire. Les pattes sont épaisses et puissantes, grises et écailleuses, terminées par des griffes acérées. Les yeux sont rouge vif. Le bec a un petit bouclier frontal et est jaune verdâtre.
Le juvénile est semblable en apparence à l'adulte, mais les couleurs sont plus douces sur le corps et les parties inférieures sont parsemées de fines taches blanches. Les mâles ont généralement le bec et les pattes plus longues, mais pas suffisamment pour qu'on puisse distinguer les deux sexes, même de près (Ridpath: 1964)..

## Habitat et distribution
Endémique à la Tasmanie, c'est une espèce sédentaire, vivant dans les prairies près de l'eau. Elle est très répandue en Tasmanie en dehors de l'ouest et du sud-ouest. On ne la trouve pas sur les îles King ou Flinders dans le détroit de Bass, contrairement à ce qu'écrit Michael Sharland pour l'île Flinders. Une population introduite sur l'île Maria est maintenant bien implantée. Elle est maintenant commune et facilement visible autour des plans d'eau qui ont des accotements herbeux.
Les gisements fossiles montrent que la Gallinule de Tasmanie vivait sur le continent australien jusqu'à environ il y a 4 700 ans. Parmi les raisons avancées pour expliquer sa disparition, il faut noter l'introduction du dingo ou une période de sécheresse extrême.

## Galerie

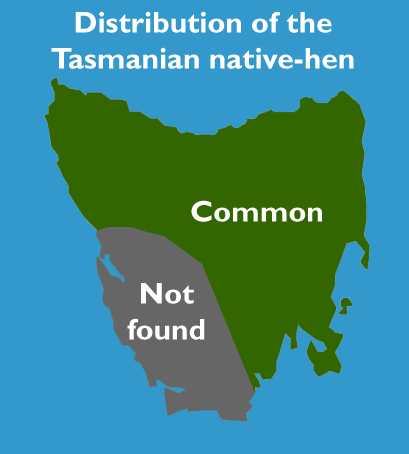
Aire de répartition de la Gallinule de Tasmanie en Tasmanie (en vert)
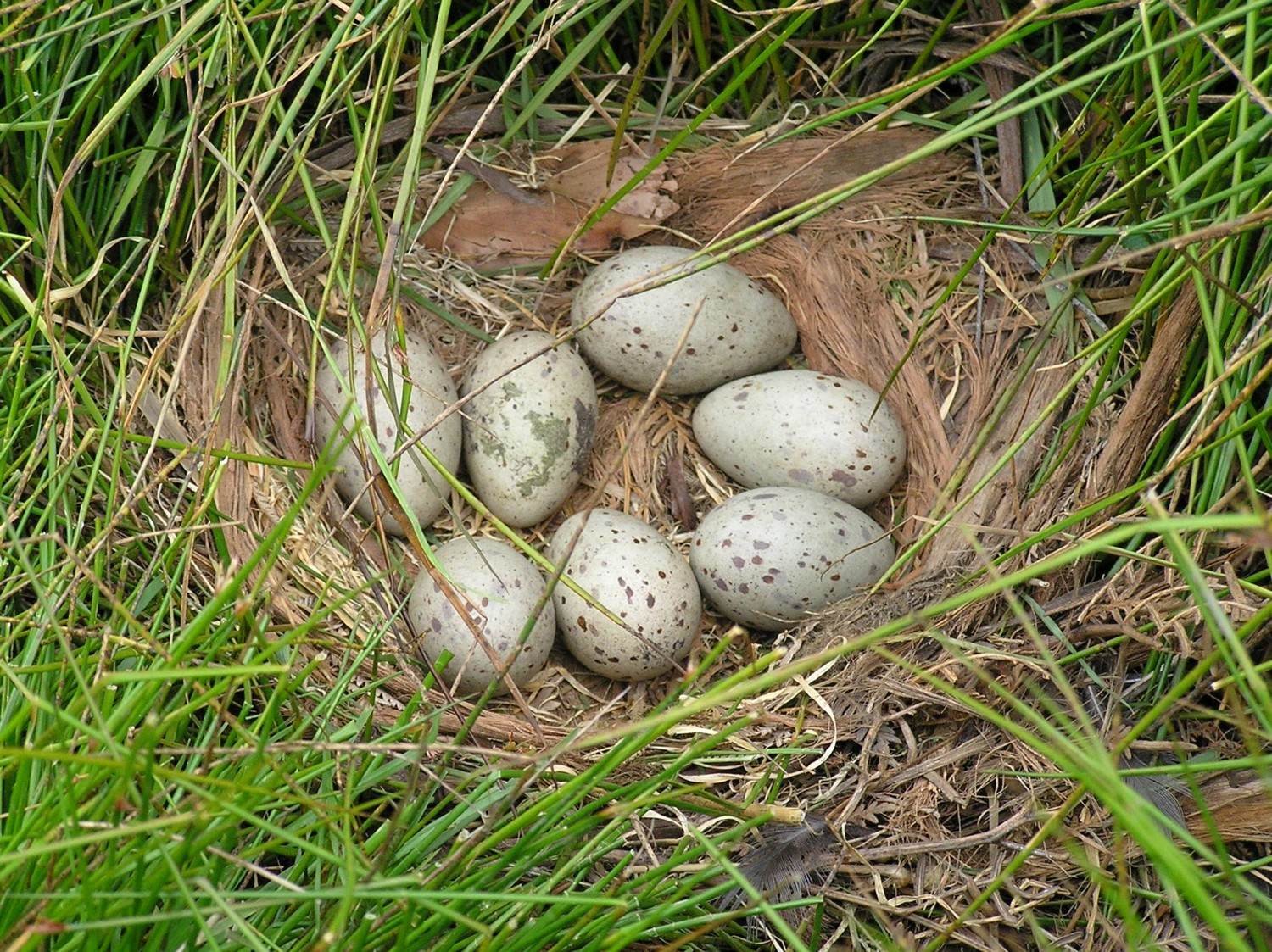
Œufs
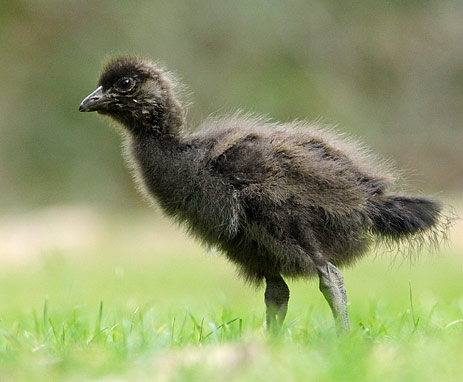
Un poussin
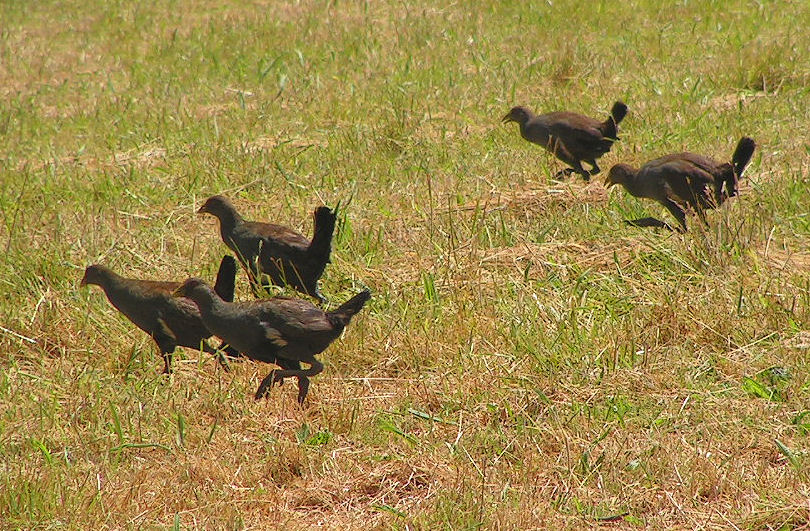
En groupe